# Micrepeira pachitea
Micrepeira pachitea är en spindelart som beskrevs av Levi 1995. Micrepeira pachitea ingår i släktet Micrepeira och familjen hjulspindlar.
Artens utbredningsområde är Peru. Inga underarter finns listade i Catalogue of Life.